# Campionatul European de Handbal Feminin din 2014 - Calificările
Această pagină descrie procesul de calificare pentru Campionatul European de Handbal Feminin din 2014.

## Sistemul calificărilor

### Distribuție
Tragerea la sorți s-a desfășurat la Veszprém Aréna din Veszprém, Ungaria, pe 26 mai 2013, la ora locală 17:00. Ungaria și Croația, ca națiuni gazdă, au fost calificate direct.
26 de echipe au fost înregistrate să participe și să concureze pentru 14 locuri la turneul final în două faze distincte de calificări. În fiecare fază, echipele au fost împărțite în mai multe urne, conform pozițiilor ocupate în Ierarhia Națională a EHF.

#### Distribuția în Faza de Calificări 1
| Urna 1                                                               | Urna 2                                                                  | Urna 3                                                                         | Urna 4                                              |
| -------------------------------------------------------------------- | ----------------------------------------------------------------------- | ------------------------------------------------------------------------------ | --------------------------------------------------- |
| Norvegia · Danemarca · Muntenegru · Franța · Suedia · Rusia · Spania | România · Serbia · Germania · Islanda · Țările de Jos · Ucraina · Cehia | Macedonia de Nord · Turcia · Slovenia · Polonia · Austria · Belarus · Slovacia | Elveția · Portugalia · Italia · Lituania · Finlanda |

## Grupele
|  | Echipele calificate la turneu |

### Grupa 1
| Echipa    | M | V | E | Î | GM  | GP  | G   | Pct |
| --------- | - | - | - | - | --- | --- | --- | --- |
| Danemarca | 6 | 6 | 0 | 0 | 204 | 164 | +40 | 12  |
| Ucraina   | 6 | 3 | 0 | 3 | 177 | 166 | +11 | 6   |
| Austria   | 6 | 3 | 0 | 3 | 177 | 186 | −9  | 6   |
| Lituania  | 6 | 0 | 0 | 6 | 160 | 202 | −42 | 0   |

|           | Danemarca | Ucraina | Lituania | Austria |
| --------- | --------- | ------- | -------- | ------- |
| Danemarca | –         | 28-26   | 35-27    | 42-27   |
| Ucraina   | 24-28     | –       | 30-27    | 33-24   |
| Lituania  | 31-38     | 25-36   | –        | 28-31   |
| Austria   | 29-33     | 34-28   | 32-22    | –       |

| 24 octombrie 2013 18:00 | Ucraina               | 30 – 27 | Lituania          | Palatul Sporturilor ZAS, Zaporoje Asistență: 1.400 Arbitri: Aghakishi, Aghakishi |
| 24 octombrie 2013 18:00 | Glibko, Managarova 10 | (11-15) | Bernatavičiūtė 14 | Palatul Sporturilor ZAS, Zaporoje Asistență: 1.400 Arbitri: Aghakishi, Aghakishi |
| 24 octombrie 2013 18:00 | 4× 2×                 | Cronica | 3× 2×             | Palatul Sporturilor ZAS, Zaporoje Asistență: 1.400 Arbitri: Aghakishi, Aghakishi |

| 24 octombrie 2013 21:00 | Danemarca             | 42 – 27 | Austria | Roskilde Hallen, Roskilde Asistență: 1.879 Arbitri: Gasmi, Gasmi |
| 24 octombrie 2013 21:00 | Nørgaard Østerballe 9 | (20-11) | Frey 8  | Roskilde Hallen, Roskilde Asistență: 1.879 Arbitri: Gasmi, Gasmi |
| 24 octombrie 2013 21:00 | 3×                    | Cronica | 4× 3×   | Roskilde Hallen, Roskilde Asistență: 1.879 Arbitri: Gasmi, Gasmi |

| 27 octombrie 2013 18:00 | Lituania       | 31 – 38 | Danemarca         | Cido Arena, Panevėžys Asistență: 200 Arbitri: Gutowska, Lesiak |
| 27 octombrie 2013 18:00 | Satkauskaite 9 | (12-21) | Burgaard, Dalby 5 | Cido Arena, Panevėžys Asistență: 200 Arbitri: Gutowska, Lesiak |
| 27 octombrie 2013 18:00 | 3×             | Cronica | 2× 3×             | Cido Arena, Panevėžys Asistență: 200 Arbitri: Gutowska, Lesiak |

| 27 octombrie 2013 20:25 | Austria         | 34 - 28 | Ucraina     | Sport Halle Krems, Krems an der Donau Asistență: 800 Arbitri: Ilieva, Karbeska |
| 27 octombrie 2013 20:25 | Scheffknecht 13 | (18-12) | Borșcenko 8 | Sport Halle Krems, Krems an der Donau Asistență: 800 Arbitri: Ilieva, Karbeska |
| 27 octombrie 2013 20:25 | 4× 3×           | Cronica | 2× 3×       | Sport Halle Krems, Krems an der Donau Asistență: 800 Arbitri: Ilieva, Karbeska |

| 27 martie 2014 18:30 | Lituania         | 28 – 31 | Austria         | Arena Cido, Panevėžys Asistență: 400 Arbitri: Năstase, Stancu |
| 27 martie 2014 18:30 | Bernatavičiūtė 8 | (13–13) | Scheffknecht 12 | Arena Cido, Panevėžys Asistență: 400 Arbitri: Năstase, Stancu |
| 27 martie 2014 18:30 | 5× 3×            | Cronica | 6× 1×           | Arena Cido, Panevėžys Asistență: 400 Arbitri: Năstase, Stancu |

| 29 martie 2014 21:15 | Danemarca   | 28 - 26 | Ucraina              | Koldinghallerne, Kolding Asistență: 1.454 Arbitri: Freitas, Carvalho |
| 29 martie 2014 21:15 | Jørgensen 6 | (17-11) | Glibko, Managarova 5 | Koldinghallerne, Kolding Asistență: 1.454 Arbitri: Freitas, Carvalho |
| 29 martie 2014 21:15 | 6× 3× 1×    | Cronica | 3× 2×                | Koldinghallerne, Kolding Asistență: 1.454 Arbitri: Freitas, Carvalho |

| 29 martie 2014 20:25 | Austria        | 32 - 22 | Lituania          | Handballarena Rieden-Vorkloster, Bregenz Asistență: 1.300 Arbitri: Andorka, Hucker |
| 29 martie 2014 20:25 | Scheffknecht 9 | (19-11) | Bernatavičiūtė 11 | Handballarena Rieden-Vorkloster, Bregenz Asistență: 1.300 Arbitri: Andorka, Hucker |
| 29 martie 2014 20:25 | 4× 2×          | Cronica | 6× 3×             | Handballarena Rieden-Vorkloster, Bregenz Asistență: 1.300 Arbitri: Andorka, Hucker |

| 4 iunie 2014 17:10 | Ucraina      | 24 - 28 | Danemarca  | Chemkostav Arena, Michalovce, Slovacia Asistență: 800 Arbitri: Mandak, Rudinsky |
| 4 iunie 2014 17:10 | Nikolaenko 7 | (16-16) | Nørgaard 8 | Chemkostav Arena, Michalovce, Slovacia Asistență: 800 Arbitri: Mandak, Rudinsky |
| 4 iunie 2014 17:10 | 2× 5×        | Cronica | 3× 5×      | Chemkostav Arena, Michalovce, Slovacia Asistență: 800 Arbitri: Mandak, Rudinsky |

| 7 iunie 2014 17:15 | Austria | 29 - 33 | Danemarca   | Albert-Schultz-Eishalle, Viena Asistență: 4.500 Arbitri: Opava, Válek |
| 7 iunie 2014 17:15 | Engel 8 | (14-16) | Jørgensen 8 | Albert-Schultz-Eishalle, Viena Asistență: 4.500 Arbitri: Opava, Válek |
| 7 iunie 2014 17:15 | 2× 3×   | Cronica | 2× 3×       | Albert-Schultz-Eishalle, Viena Asistență: 4.500 Arbitri: Opava, Válek |

| 11 iunie 2014 18:30 | Lituania       | 25 - 36 | Ucraina      | Žalgiris Arena, Kaunas Asistență: 1.301 Arbitri: Wyss, Zowa |
| 11 iunie 2014 18:30 | Šatkauskaitė 5 | (12-15) | Managarova 8 | Žalgiris Arena, Kaunas Asistență: 1.301 Arbitri: Wyss, Zowa |
| 11 iunie 2014 18:30 | 3×             | Cronica | 1× 3×        | Žalgiris Arena, Kaunas Asistență: 1.301 Arbitri: Wyss, Zowa |

| 15 iunie 2014 16:00 | Danemarca   | 35 - 27 | Lituania          | Roskilde Hallen, Roskilde Asistență: 1.648 Arbitri: Vešović, Mitrović |
| 15 iunie 2014 16:00 | Jørgensen 7 | (21-12) | Bernatavičiūtė 10 | Roskilde Hallen, Roskilde Asistență: 1.648 Arbitri: Vešović, Mitrović |
| 15 iunie 2014 16:00 | 3× 1×       | Cronica | 1× 3×             | Roskilde Hallen, Roskilde Asistență: 1.648 Arbitri: Vešović, Mitrović |

| 15 iunie 2014 20:20 | Ucraina       | 33 - 24 | Austria | Chemkostav Arena, Michalovce, Slovacia Asistență: 550 Arbitri: Horváth, Márton |
| 15 iunie 2014 20:20 | Nikolaenko 12 | (17-10) | Frey 9  | Chemkostav Arena, Michalovce, Slovacia Asistență: 550 Arbitri: Horváth, Márton |
| 15 iunie 2014 20:20 | 6× 3× 1×      | Cronica | 5× 3×   | Chemkostav Arena, Michalovce, Slovacia Asistență: 550 Arbitri: Horváth, Márton |

### Grupa a 2-a
| Echipa   | M | V | E | Î | GM  | GP  | G   | Pct |
| -------- | - | - | - | - | --- | --- | --- | --- |
| Franța   | 6 | 5 | 1 | 0 | 163 | 108 | +55 | 11  |
| Slovacia | 6 | 3 | 1 | 2 | 154 | 139 | +15 | 7   |
| Islanda  | 6 | 3 | 0 | 3 | 151 | 136 | +15 | 6   |
| Finlanda | 6 | 0 | 0 | 6 | 106 | 191 | −85 | 0   |

|          | Islanda | Finlanda | Franța | Slovacia |
| -------- | ------- | -------- | ------ | -------- |
| Islanda  | –       | 34-11    | 21-27  | 30-28    |
| Finlanda | 20-29   | –        | 13-27  | 25-27    |
| Franța   | 24-19   | 36-13    | –      | 25-18    |
| Slovacia | 19-18   | 38-17    | 24-24  | –        |

| 23 octombrie 2012 19:30 | Islanda                      | 34 - 11 | Finlanda    | Sala Vodafone, Hlíðarendi Asistență: 550 Arbitri: Kijauskaite, Žalienė |
| 23 octombrie 2012 19:30 | Jónsdóttir, Sigurðardóttir 5 | (18-8)  | Cainberg 10 | Sala Vodafone, Hlíðarendi Asistență: 550 Arbitri: Kijauskaite, Žalienė |
| 23 octombrie 2012 19:30 | 5× 3×                        | Cronica | 2× 3×       | Sala Vodafone, Hlíðarendi Asistență: 550 Arbitri: Kijauskaite, Žalienė |

| 24 octombrie 2013 19:15 | Franța               | 25 - 18 | Slovacia    | Kindarena, Rouen Asistență: 4.400 Arbitri: Laurell, Engberg |
| 24 octombrie 2013 19:15 | Baudoin, Lacrabère 6 | (13-7)  | Beňušková 5 | Kindarena, Rouen Asistență: 4.400 Arbitri: Laurell, Engberg |
| 24 octombrie 2013 19:15 | 3×                   | Cronica | 3×          | Kindarena, Rouen Asistență: 4.400 Arbitri: Laurell, Engberg |

| 27 octombrie 2013 17:00 | Slovacia   | 19 - 18 | Islanda       | Mestská športová hala, Šaľa Asistență: 2.500 Arbitri: Năstase, Stancu |
| 27 octombrie 2013 17:00 | Szarková 5 | (9-9)   | Knútsdóttir 7 | Mestská športová hala, Šaľa Asistență: 2.500 Arbitri: Năstase, Stancu |
| 27 octombrie 2013 17:00 | 2× 3×      | Cronica | 5× 2×         | Mestská športová hala, Šaľa Asistență: 2.500 Arbitri: Năstase, Stancu |

| 27 octombrie 2013 18:30 | Finlanda          | 13 - 27 | Franța    | Arena Energia, Vantaa Asistență: 1.529 Arbitri: Brunner, Salah |
| 27 octombrie 2013 18:30 | Cainberg, Hilli 3 | (8-17)  | Baudoin 5 | Arena Energia, Vantaa Asistență: 1.529 Arbitri: Brunner, Salah |
| 27 octombrie 2013 18:30 | 2× 3×             | Cronica | 2× 3×     | Arena Energia, Vantaa Asistență: 1.529 Arbitri: Brunner, Salah |

| 26 martie 2014 19:00 | Finlanda | 25 - 27 | Slovacia   | Arena Energia, Vantaa Asistență: 600 Arbitri: Rakitina, Tkaciuk |
| 26 martie 2014 19:00 | Roos 7   | (14–12) | Dubajová 7 | Arena Energia, Vantaa Asistență: 600 Arbitri: Rakitina, Tkaciuk |
| 26 martie 2014 19:00 | 5× 3×    | Cronica | 3×         | Arena Energia, Vantaa Asistență: 600 Arbitri: Rakitina, Tkaciuk |

| 26 martie 2014 19:30 | Islanda       | 21 - 27 | Franța              | Laugardalshöll, Reykjavík Asistență: 1.323 Arbitri: Opava, Válek |
| 26 martie 2014 19:30 | Knútsdóttir 8 | (11–15) | Baudouin, Dembélé 5 | Laugardalshöll, Reykjavík Asistență: 1.323 Arbitri: Opava, Válek |
| 26 martie 2014 19:30 | 4× 3×         | Cronica | 5× 3×               | Laugardalshöll, Reykjavík Asistență: 1.323 Arbitri: Opava, Válek |

| 29 martie 2014 17:30 | Franța    | 24 - 19 | Islanda       | Palais des Sports de Beaublanc, Limoges Asistență: 4.500 Arbitri: Vujačić, Kazanegra |
| 29 martie 2014 17:30 | Niombla 8 | (10-13) | Knútsdóttir 8 | Palais des Sports de Beaublanc, Limoges Asistență: 4.500 Arbitri: Vujačić, Kazanegra |
| 29 martie 2014 17:30 | 2× 3×     | Cronica | 3×            | Palais des Sports de Beaublanc, Limoges Asistență: 4.500 Arbitri: Vujačić, Kazanegra |

| 29 martie 2014 18:00 | Slovacia    | 38 - 17 | Finlanda              | Chemkostav Arena, Michalovce Asistență: 2.000 Arbitri: Čerņavskis, Bogdanovs |
| 29 martie 2014 18:00 | Beňušková 7 | (17-7)  | Genberg, von Numers 4 | Chemkostav Arena, Michalovce Asistență: 2.000 Arbitri: Čerņavskis, Bogdanovs |
| 29 martie 2014 18:00 | 2×          | Cronica | 2×                    | Chemkostav Arena, Michalovce Asistență: 2.000 Arbitri: Čerņavskis, Bogdanovs |

| 11 iunie 2014 18:00 | Slovacia    | 24 - 24 | Franța                | Mestská športová hala, Šaľa Asistență: 2.900 Arbitri: Jurinović, Mrvica |
| 11 iunie 2014 18:00 | Beňušková 5 | (15-12) | Deroin, Zaadi Deuna 4 | Mestská športová hala, Šaľa Asistență: 2.900 Arbitri: Jurinović, Mrvica |
| 11 iunie 2014 18:00 | 1× 2×       | Cronica | 2× 3×                 | Mestská športová hala, Šaľa Asistență: 2.900 Arbitri: Jurinović, Mrvica |

| 11 iunie 2014 19:00 | Finlanda   | 20 - 29 | Islanda        | Sisu Arena, Karis Asistență: 400 Arbitri: Di Domenico, Fornasier |
| 11 iunie 2014 19:00 | Lönnborg 8 | (6-18)  | Einarsdóttir 6 | Sisu Arena, Karis Asistență: 400 Arbitri: Di Domenico, Fornasier |
| 11 iunie 2014 19:00 | 2× 3×      | Cronica | 4× 3×          | Sisu Arena, Karis Asistență: 400 Arbitri: Di Domenico, Fornasier |

| 15 iunie 2014 15:00 | Islanda        | 30 - 28 | Slovacia    | Laugardalshöllin, Reykjavík Asistență: 975 Arbitri: Marić, Mašić |
| 15 iunie 2014 15:00 | Knútsdóttir 10 | (16-12) | Szarková 10 | Laugardalshöllin, Reykjavík Asistență: 975 Arbitri: Marić, Mašić |
| 15 iunie 2014 15:00 | 2×             | Cronica | 5× 2×       | Laugardalshöllin, Reykjavík Asistență: 975 Arbitri: Marić, Mašić |

| 15 iunie 2014 16:00 | Franța                 | 36 - 13 | Finlanda | Vendéspace, Mouilleron-le-Captif Asistență: 2.200 Arbitri: Sa, Sa |
| 15 iunie 2014 16:00 | Gaudefroy, Lacrabère 8 | (14-5)  | Ax 3     | Vendéspace, Mouilleron-le-Captif Asistență: 2.200 Arbitri: Sa, Sa |
| 15 iunie 2014 16:00 | 3× 2×                  | Cronica | 1× 3×    | Vendéspace, Mouilleron-le-Captif Asistență: 2.200 Arbitri: Sa, Sa |

### Grupa a 3-a
| Echipa     | M | V | E | Î | GM  | GP  | G   | Pct |
| ---------- | - | - | - | - | --- | --- | --- | --- |
| Muntenegru | 6 | 5 | 1 | 0 | 150 | 134 | +16 | 11  |
| Polonia1)  | 6 | 3 | 0 | 3 | 140 | 132 | +8  | 6   |
| Cehia      | 6 | 3 | 0 | 3 | 157 | 136 | +21 | 6   |
| Portugalia | 6 | 0 | 1 | 5 | 127 | 172 | −45 | 1   |

|            | Cehia | Muntenegru | Polonia | Portugalia |
| ---------- | ----- | ---------- | ------- | ---------- |
| Cehia      | –     | 23-24      | 22-25   | 35-20      |
| Muntenegru | 25-22 | –          | 25-21   | 22-22      |
| Polonia    | 19-22 | 22-25      | –       | 29-21      |
| Portugalia | 23-33 | 24-29      | 17-24   | –          |

1) Polonia s-a calificat în fața Cehiei cu același număr de puncte și același golaveraj în cele două meciuri directe, dar cu mai multe goluri înscrise în meciul retur.
| 23 octombrie 2012 18:00 | Muntenegru   | 25 - 21 | Polonia | Centrul Sportiv Morača, Podgorica Asistență: 3.550 Arbitri: Mandak, Rudinský |
| 23 octombrie 2012 18:00 | Bulatović 11 | (11-11) | Grzyb 6 | Centrul Sportiv Morača, Podgorica Asistență: 3.550 Arbitri: Mandak, Rudinský |
| 23 octombrie 2012 18:00 | 3×           | Cronica | 3×      | Centrul Sportiv Morača, Podgorica Asistență: 3.550 Arbitri: Mandak, Rudinský |

| 23 octombrie 2013 18:00 | Cehia       | 35 - 20 | Portugalia | Sportovni hala Banik Most, Most Asistență: 1.070 Arbitri: Florescu, Duță |
| 23 octombrie 2013 18:00 | Chrenková 6 | (17-8)  | Valente 4  | Sportovni hala Banik Most, Most Asistență: 1.070 Arbitri: Florescu, Duță |
| 23 octombrie 2013 18:00 | 2× 3×       | Cronica | 2× 3×      | Sportovni hala Banik Most, Most Asistență: 1.070 Arbitri: Florescu, Duță |

| 27 octombrie 2013 15:00 | Portugalia      | 24 - 29 | Muntenegru            | Multidesportos Dr. Mario Mexia, Coimbra Asistență: 1.000 Arbitri: Arntsen, Røen |
| 27 octombrie 2013 15:00 | Andrade Lopes 8 | (8-10)  | Petrović, Radičević 7 | Multidesportos Dr. Mario Mexia, Coimbra Asistență: 1.000 Arbitri: Arntsen, Røen |
| 27 octombrie 2013 15:00 | 2×              | Cronica | 2×                    | Multidesportos Dr. Mario Mexia, Coimbra Asistență: 1.000 Arbitri: Arntsen, Røen |

| 27 octombrie 2013 17:40 | Polonia      | 19 - 22 | Cehia      | Sala Globus, Lublin Asistență: 4.300 Arbitri: Zotin, Volodkov |
| 27 octombrie 2013 17:40 | Stachowska 5 | (9-9)   | Luzumová 9 | Sala Globus, Lublin Asistență: 4.300 Arbitri: Zotin, Volodkov |
| 27 octombrie 2013 17:40 | 2× 3×        | Cronica | 1× 3×      | Sala Globus, Lublin Asistență: 4.300 Arbitri: Zotin, Volodkov |

| 26 martie 2014 16:20 | Cehia      | 23 – 24 | Muntenegru  | Sportovní hala Baník Most, Most Asistență: 1.100 Arbitri: Gatelis, Mažeika |
| 26 martie 2014 16:20 | Luzumová 7 | (10–11) | Radičević 6 | Sportovní hala Baník Most, Most Asistență: 1.100 Arbitri: Gatelis, Mažeika |
| 26 martie 2014 16:20 | 1× 3×      | Cronica | 4× 3×       | Sportovní hala Baník Most, Most Asistență: 1.100 Arbitri: Gatelis, Mažeika |

| 26 martie 2014 21:00 | Portugalia | 17 – 24 | Polonia   | Pavilhao Muncipal da Maia, Maia Asistență: 900 Arbitri: Laurell, Engberg |
| 26 martie 2014 21:00 | Silva 6    | (7–11)  | Kudłacz 7 | Pavilhao Muncipal da Maia, Maia Asistență: 900 Arbitri: Laurell, Engberg |
| 26 martie 2014 21:00 | 6× 3× 1×   | Cronica | 1× 2×     | Pavilhao Muncipal da Maia, Maia Asistență: 900 Arbitri: Laurell, Engberg |

| 30 martie 2014 16:00 | Muntenegru  | 25 - 22 | Cehia      | Sportska hala Nikoljac, Bijelo Polje Asistență: 3.000 Arbitri: Cohen, Peretz |
| 30 martie 2014 16:00 | Bulatović 6 | (12-11) | Luzumová 9 | Sportska hala Nikoljac, Bijelo Polje Asistență: 3.000 Arbitri: Cohen, Peretz |
| 30 martie 2014 16:00 | 2× 3×       | Cronica | 3×         | Sportska hala Nikoljac, Bijelo Polje Asistență: 3.000 Arbitri: Cohen, Peretz |

| 30 martie 2014 17:30 | Polonia  | 29 - 21 | Portugalia       | CRS MOSiR, Zielona Góra Asistență: 5.000 Arbitri: Hatipoğlu, Şimşek |
| 30 martie 2014 17:30 | Byzdra 4 | (14-8)  | Ferreira Lopes 7 | CRS MOSiR, Zielona Góra Asistență: 5.000 Arbitri: Hatipoğlu, Şimşek |
| 30 martie 2014 17:30 | 3× 1×    | Cronica | 6× 3× 1×         | CRS MOSiR, Zielona Góra Asistență: 5.000 Arbitri: Hatipoğlu, Şimşek |

| 11 iunie 2014 20:00 | Portugalia | 23 - 33 | Cehia      | Pavilhao Municipal Pedro Do Sul, São Pedro do Sul Asistență: 1.300 Arbitri: Pandžić, Mošorinski |
| 11 iunie 2014 20:00 | Aguiar 7   | (9-14)  | Luzumová 6 | Pavilhao Municipal Pedro Do Sul, São Pedro do Sul Asistență: 1.300 Arbitri: Pandžić, Mošorinski |
| 11 iunie 2014 20:00 | 1× 3×      | Cronica | 2× 3×      | Pavilhao Municipal Pedro Do Sul, São Pedro do Sul Asistență: 1.300 Arbitri: Pandžić, Mošorinski |

| 11 iunie 2014 20:20 | Polonia  | 22 - 25 | Muntenegru  | Hala Sportowa Częstochowa, Częstochowa Asistență: 6.700 Arbitri: Năstase, Stancu |
| 11 iunie 2014 20:20 | Wojtas 6 | (11-10) | Bulatović 8 | Hala Sportowa Częstochowa, Częstochowa Asistență: 6.700 Arbitri: Năstase, Stancu |
| 11 iunie 2014 20:20 | 2×       | Cronica | 4× 3×       | Hala Sportowa Częstochowa, Częstochowa Asistență: 6.700 Arbitri: Năstase, Stancu |

| 14 iunie 2014 11:25 | Cehia         | 22 - 25 | Polonia   | Městská hala míčových sportů, Brno Asistență: 2.500 Arbitri: Konjičanin, Konjičanin |
| 14 iunie 2014 11:25 | Kutlvašrová 7 | (10-16) | Kudłacz 8 | Městská hala míčových sportů, Brno Asistență: 2.500 Arbitri: Konjičanin, Konjičanin |
| 14 iunie 2014 11:25 | 1× 2×         | Cronica | 4× 3×     | Městská hala míčových sportů, Brno Asistență: 2.500 Arbitri: Konjičanin, Konjičanin |

| 15 iunie 2014 20:00 | Muntenegru | 22 - 22 | Portugalia       | Sportski Centar Nikšić, Nikšić Asistență: 750 Arbitri: Pech, Vágvölgyi |
| 15 iunie 2014 20:00 | Malović 8  | (13-12) | Ferreira Lopes 6 | Sportski Centar Nikšić, Nikšić Asistență: 750 Arbitri: Pech, Vágvölgyi |
| 15 iunie 2014 20:00 | 4× 3×      | Cronica | 2×               | Sportski Centar Nikšić, Nikšić Asistență: 750 Arbitri: Pech, Vágvölgyi |

### Grupa a 4-a
| Echipa        | M | V | E | Î | GM  | GP  | G   | Pct |
| ------------- | - | - | - | - | --- | --- | --- | --- |
| Spania        | 6 | 5 | 0 | 1 | 160 | 106 | +54 | 10  |
| Țările de Jos | 6 | 5 | 0 | 1 | 170 | 122 | +48 | 10  |
| Turcia        | 6 | 2 | 0 | 4 | 110 | 166 | −56 | 4   |
| Italia        | 6 | 0 | 0 | 6 | 105 | 151 | −46 | 0   |

|        | Spania | Italia | Țările de Jos | Turcia |
| ------ | ------ | ------ | ------------- | ------ |
| Spania | –      | 27-19  | 29-22         | 28-11  |
| Italia | 11-27  | –      | 20-24         | 21-22  |
| Olanda | 27-22  | 28-13  | –             | 37-21  |
| Turcia | 16-27  | 23-21  | 17-32         | –      |

| 23 octombrie 2013 19:30 | Țările de Jos     | 28 – 13 | Italia     | Topsportcentrum Rotterdam, Rotterdam Asistență: 2.000 Arbitri: Pech, Vágvölgyi |
| 23 octombrie 2013 19:30 | van der Heijden 6 | (12–9)  | Gheorghe 4 | Topsportcentrum Rotterdam, Rotterdam Asistență: 2.000 Arbitri: Pech, Vágvölgyi |
| 23 octombrie 2013 19:30 | 2× 3×             | Cronica | 2× 3×      | Topsportcentrum Rotterdam, Rotterdam Asistență: 2.000 Arbitri: Pech, Vágvölgyi |

| 24 octombrie 2013 20:00 | Spania    | 28 – 11 | Turcia  | Palacio de los Deportes de León, León Asistență: 2.000 Arbitri: Vesović, Mitrović |
| 24 octombrie 2013 20:00 | Barbosa 9 | (15–5)  | Şahin 3 | Palacio de los Deportes de León, León Asistență: 2.000 Arbitri: Vesović, Mitrović |
| 24 octombrie 2013 20:00 | 3×        | Cronica | 4× 3×   | Palacio de los Deportes de León, León Asistență: 2.000 Arbitri: Vesović, Mitrović |

| 26 octombrie 2013 20:00 | Italia   | 11 – 27 | Spania   | Anfiteatro Giovanni Paolo II, Pescara Asistență: 900 Arbitri: Alpaidze, Berezkina |
| 26 octombrie 2013 20:00 | Fanton 4 | (6–13)  | Pinedo 7 | Anfiteatro Giovanni Paolo II, Pescara Asistență: 900 Arbitri: Alpaidze, Berezkina |
| 26 octombrie 2013 20:00 | 3× 2×    | Cronica | 4× 3×    | Anfiteatro Giovanni Paolo II, Pescara Asistență: 900 Arbitri: Alpaidze, Berezkina |

| 27 octombrie 2013 18:00 | Turcia         | 17 – 32 | Țările de Jos     | THF Spor Salonu, Ankara Asistență: 900 Arbitri: Bounouara, Sami |
| 27 octombrie 2013 18:00 | İskenderoğlu 5 | (8–17)  | van der Heijden 6 | THF Spor Salonu, Ankara Asistență: 900 Arbitri: Bounouara, Sami |
| 27 octombrie 2013 18:00 | 1× 2×          | Cronica | 1× 2×             | THF Spor Salonu, Ankara Asistență: 900 Arbitri: Bounouara, Sami |

| 26 martie 2014 19:30 | Țările de Jos | 27 – 22 | Spania    | Topsportcentrum Rotterdam, Rotterdam Asistență: 2.000 Arbitri: Bonaventura, Bonaventura |
| 26 martie 2014 19:30 | Abbingh 7     | (17–12) | Barbosa 8 | Topsportcentrum Rotterdam, Rotterdam Asistență: 2.000 Arbitri: Bonaventura, Bonaventura |
| 26 martie 2014 19:30 | 3×            | Cronica | 3×        | Topsportcentrum Rotterdam, Rotterdam Asistență: 2.000 Arbitri: Bonaventura, Bonaventura |

| 27 martie 2014 20:00 | Italia     | 21 – 22 | Turcia                   | Palazzetto dello Sport Santa Filomena, Chieti Asistență: 1.000 Arbitri: Antić, Jakovljević |
| 27 martie 2014 20:00 | Gheorghe 9 | (11–13) | Özel, Şahin, Yakupoğlu 4 | Palazzetto dello Sport Santa Filomena, Chieti Asistență: 1.000 Arbitri: Antić, Jakovljević |
| 27 martie 2014 20:00 | 1× 3×      | Cronica | 3× 2×                    | Palazzetto dello Sport Santa Filomena, Chieti Asistență: 1.000 Arbitri: Antić, Jakovljević |

| 29 martie 2014 17:00 | Turcia | 23 - 21 | Italia         | THF Spor Salonu, Ankara Asistență: 550 Arbitri: Jørum, Stenhaugmo |
| 29 martie 2014 17:00 | Özel 8 | (10-9)  | Niederwieser 6 | THF Spor Salonu, Ankara Asistență: 550 Arbitri: Jørum, Stenhaugmo |
| 29 martie 2014 17:00 | 1× 3×  | Cronica | 2× 3×          | THF Spor Salonu, Ankara Asistență: 550 Arbitri: Jørum, Stenhaugmo |

| 30 martie 2014 13:00 | Spania    | 29 - 22 | Țările de Jos | Palacio de los Deportes de La Rioja, Logroño Asistență: 2.518 Arbitri: Marić, Mašić |
| 30 martie 2014 13:00 | Barbosa 8 | (16-14) | Malestein 5   | Palacio de los Deportes de La Rioja, Logroño Asistență: 2.518 Arbitri: Marić, Mašić |
| 30 martie 2014 13:00 | 5× 2×     | Cronica | 4× 3×         | Palacio de los Deportes de La Rioja, Logroño Asistență: 2.518 Arbitri: Marić, Mašić |

| 11 iunie 2014 19:00 | Turcia   | 16 - 27 | Spania           | THF Spor Salonu, Ankara Asistență: 350 Arbitri: Santos, Fonseca |
| 11 iunie 2014 19:00 | Hoşgör 4 | (6-13)  | Cabral Barbosa 6 | THF Spor Salonu, Ankara Asistență: 350 Arbitri: Santos, Fonseca |
| 11 iunie 2014 19:00 | 4× 3×    | Cronica | 3× 2×            | THF Spor Salonu, Ankara Asistență: 350 Arbitri: Santos, Fonseca |

| 12 iunie 2014 20:00 | Italia     | 20 - 24 | Țările de Jos | Pala San Giacomo, Bari Asistență: 2.000 Arbitri: Ilieva, Karbeska |
| 12 iunie 2014 20:00 | Gheorghe 7 | (10-13) | Schoenaker 5  | Pala San Giacomo, Bari Asistență: 2.000 Arbitri: Ilieva, Karbeska |
| 12 iunie 2014 20:00 | 5× 2×      | Cronica | 3×            | Pala San Giacomo, Bari Asistență: 2.000 Arbitri: Ilieva, Karbeska |

| 14 iunie 2014 17:30 | Spania           | 27 - 19 | Italia                   | Quijote Arena, Ciudad Real Asistență: 1.900 Arbitri: Vujačić, Kazanegra |
| 14 iunie 2014 17:30 | Cabral Barbosa 7 | (14-10) | Gheorghe, Niederwieser 7 | Quijote Arena, Ciudad Real Asistență: 1.900 Arbitri: Vujačić, Kazanegra |
| 14 iunie 2014 17:30 | 4× 3×            | Cronica | 4× 3×                    | Quijote Arena, Ciudad Real Asistență: 1.900 Arbitri: Vujačić, Kazanegra |

| 15 iunie 2014 14:00 | Țările de Jos     | 37 - 21 | Turcia                   | Topsportcentrum Rotterdam, Rotterdam Asistență: 2.000 Arbitri: Laurell, Engberg |
| 15 iunie 2014 14:00 | van der Heijden 8 | (18-12) | İskit, Karameke, Şahin 3 | Topsportcentrum Rotterdam, Rotterdam Asistență: 2.000 Arbitri: Laurell, Engberg |
| 15 iunie 2014 14:00 | 2× 3×             | Cronica | 3×                       | Topsportcentrum Rotterdam, Rotterdam Asistență: 2.000 Arbitri: Laurell, Engberg |

### Grupa a 5-a
| Echipa   | M | V | E | Î | GM  | GP  | G   | Pct |
| -------- | - | - | - | - | --- | --- | --- | --- |
| Suedia   | 6 | 4 | 2 | 0 | 173 | 134 | +39 | 10  |
| Serbia   | 6 | 3 | 2 | 1 | 156 | 140 | +16 | 8   |
| Slovenia | 6 | 3 | 0 | 3 | 162 | 173 | −11 | 6   |
| Elveția  | 6 | 0 | 0 | 6 | 131 | 175 | −44 | 0   |

|          | Elveția | Slovenia | Serbia | Suedia |
| -------- | ------- | -------- | ------ | ------ |
| Elveția  | –       | 22-24    | 20-23  | 22-30  |
| Slovenia | 30-29   | –        | 31-26  | 27-34  |
| Serbia   | 32-21   | 32-25    | –      | 25-25  |
| Suedia   | 36-17   | 30-25    | 18-18  | –      |

| 23 octombrie 2013 18:00 | Serbia   | 32 – 21 | Elveția                 | Sportska hala, Vrnjačka Banja Asistență: 1.200 Arbitri: Hatipoğlu, Şimşek |
| 23 octombrie 2013 18:00 | Lojpur 7 | (15–6)  | Dinkel, Frey, Weigelt 4 | Sportska hala, Vrnjačka Banja Asistență: 1.200 Arbitri: Hatipoğlu, Şimşek |
| 23 octombrie 2013 18:00 | 7× 3×    | Cronica | 3×                      | Sportska hala, Vrnjačka Banja Asistență: 1.200 Arbitri: Hatipoğlu, Şimşek |

| 23 octombrie 2013 19:15 | Suedia | 30 – 25 | Slovenia         | Idrottens Hus, Helsingborg Asistență: 2.139 Arbitri: Rakitina, Tkaciuk |
| 23 octombrie 2013 19:15 | Alm 8  | (16–12) | Lazović-Varlec 7 | Idrottens Hus, Helsingborg Asistență: 2.139 Arbitri: Rakitina, Tkaciuk |
| 23 octombrie 2013 19:15 | 4× 3×  | Cronica | 5× 3×            | Idrottens Hus, Helsingborg Asistență: 2.139 Arbitri: Rakitina, Tkaciuk |

| 27 octombrie 2013 15:30 | Elveția         | 22 – 30 | Suedia                | Saalsporthalle Zürich, Zürich Asistență: 800 Arbitri: Panayides, Andreou |
| 27 octombrie 2013 15:30 | Frey, Weigelt 6 | (11–13) | Fogelström, Gulldén 6 | Saalsporthalle Zürich, Zürich Asistență: 800 Arbitri: Panayides, Andreou |
| 27 octombrie 2013 15:30 | 3×              | Cronica | 3×                    | Saalsporthalle Zürich, Zürich Asistență: 800 Arbitri: Panayides, Andreou |

| 27 octombrie 2013 18:00 | Slovenia | 31 – 26 | Serbia  | Hala Tivoli, Ljubljana Asistență: 800 Arbitri: Gubica, Milošević |
| 27 octombrie 2013 18:00 | Mavsar 6 | (16–12) | Krpež 5 | Hala Tivoli, Ljubljana Asistență: 800 Arbitri: Gubica, Milošević |
| 27 octombrie 2013 18:00 | 3×       | Cronica | 2× 3×   | Hala Tivoli, Ljubljana Asistență: 800 Arbitri: Gubica, Milošević |

| 27 martie 2014 20:00 | Serbia         | 25 – 25 | Suedia       | Sportska hala „Jezero”, Kragujevac Asistență: 3.500 Arbitri: Stark, Ștefan |
| 27 martie 2014 20:00 | Damnjanović 11 | (14–14) | Torstenson 7 | Sportska hala „Jezero”, Kragujevac Asistență: 3.500 Arbitri: Stark, Ștefan |
| 27 martie 2014 20:00 | 3× 2×          | Cronica | 2× 3×        | Sportska hala „Jezero”, Kragujevac Asistență: 3.500 Arbitri: Stark, Ștefan |

| 27 martie 2014 20:00 | Elveția   | 22 – 24 | Slovenia      | Frohberg Stäfa, Stäfa Asistență: 757 Arbitri: Martins, Martins |
| 27 martie 2014 20:00 | Weigelt 9 | (13–14) | Gros, Koren 5 | Frohberg Stäfa, Stäfa Asistență: 757 Arbitri: Martins, Martins |
| 27 martie 2014 20:00 | 3×        | Cronica | 6× 3×         | Frohberg Stäfa, Stäfa Asistență: 757 Arbitri: Martins, Martins |

| 30 martie 2014 17:30 | Slovenia | 30 - 29 | Elveția   | Športna dvorana Kodeljevo, Ljubljana Asistență: 1.200 Arbitri: Gasmi, Gasmi |
| 30 martie 2014 17:30 | Gros 6   | (15-16) | Weigelt 8 | Športna dvorana Kodeljevo, Ljubljana Asistență: 1.200 Arbitri: Gasmi, Gasmi |
| 30 martie 2014 17:30 | 5× 3× 2× | Cronica | 7× 3× 1×  | Športna dvorana Kodeljevo, Ljubljana Asistență: 1.200 Arbitri: Gasmi, Gasmi |

| 30 martie 2014 18:15 | Suedia       | 18 - 18 | Serbia               | Kristianstad Arena, Kristianstad Asistență: 2.449 Arbitri: Alpaidze, Berezkina |
| 30 martie 2014 18:15 | Torstenson 5 | (9–10)  | Lekić, Damnjanović 6 | Kristianstad Arena, Kristianstad Asistență: 2.449 Arbitri: Alpaidze, Berezkina |
| 30 martie 2014 18:15 | 4× 3×        | Cronica | 5× 3×                | Kristianstad Arena, Kristianstad Asistență: 2.449 Arbitri: Alpaidze, Berezkina |

| 11 iunie 2014 20:00 | Slovenia      | 27 - 34 | Suedia    | Športna dvorana Kodeljevo, Ljubljana Asistență: 700 Arbitri: Schulze, Tönnies |
| 11 iunie 2014 20:00 | Gros, Irman 5 | (14-17) | Gulldén 8 | Športna dvorana Kodeljevo, Ljubljana Asistență: 700 Arbitri: Schulze, Tönnies |
| 11 iunie 2014 20:00 | 3× 2×         | Cronica | 5× 3×     | Športna dvorana Kodeljevo, Ljubljana Asistență: 700 Arbitri: Schulze, Tönnies |

| 12 iunie 2014 20:00 | Elveția  | 20 - 23 | Serbia  | Frohberg Stäfa, Stäfa Asistență: 680 Arbitri: Rakitina, Tkaciuk |
| 12 iunie 2014 20:00 | Dinkel 5 | (12-13) | Lekić 5 | Frohberg Stäfa, Stäfa Asistență: 680 Arbitri: Rakitina, Tkaciuk |
| 12 iunie 2014 20:00 | 3×       | Cronica | 3×      | Frohberg Stäfa, Stäfa Asistență: 680 Arbitri: Rakitina, Tkaciuk |

| 15 iunie 2014 13:00 | Suedia      | 36 - 17 | Elveția   | Scandinavium, Göteborg Asistență: 3.506 Arbitri: Kijauskaitė, Žalienė |
| 15 iunie 2014 13:00 | Johansson 6 | (18-6)  | Weigelt 6 | Scandinavium, Göteborg Asistență: 3.506 Arbitri: Kijauskaitė, Žalienė |
| 15 iunie 2014 13:00 | 1× 3×       | Cronica | 3×        | Scandinavium, Göteborg Asistență: 3.506 Arbitri: Kijauskaitė, Žalienė |

| 15 iunie 2014 20:00 | Serbia  | 32 - 25 | Slovenia | Sportski Centar Čair, Niš Asistență: 3.200 Arbitri: Krkačev, Kolevski |
| 15 iunie 2014 20:00 | Lekić 9 | (18-15) | Gros 6   | Sportski Centar Čair, Niš Asistență: 3.200 Arbitri: Krkačev, Kolevski |
| 15 iunie 2014 20:00 | 3×      | Cronica | 3× 1×    | Sportski Centar Čair, Niš Asistență: 3.200 Arbitri: Krkačev, Kolevski |

### Grupa a 6-a
| Echipa   | M | V | E | Î | GM  | GP  | G   | Pct |
| -------- | - | - | - | - | --- | --- | --- | --- |
| Norvegia | 4 | 4 | 0 | 0 | 120 | 94  | +26 | 8   |
| România  | 4 | 2 | 0 | 2 | 103 | 103 | 0   | 4   |
| Belarus  | 4 | 0 | 0 | 4 | 101 | 127 | −26 | 0   |

|          | Norvegia | Belarus | România |
| -------- | -------- | ------- | ------- |
| Norvegia | –        | 33-29   | 30-18   |
| Belarus  | 24-32    | –       | 28-30   |
| România  | 23-25    | 32-20   | –       |

| 23 octombrie 2013 18:00 | România                | 23 – 25 | Norvegia   | Sala Sporturilor Antonio Alexe, Oradea Asistență: 2.500 Arbitri: Brehmer, Skowronek |
| 23 octombrie 2013 18:00 | Ardean-Elisei, Marin 5 | (10-11) | Breivang 6 | Sala Sporturilor Antonio Alexe, Oradea Asistență: 2.500 Arbitri: Brehmer, Skowronek |
| 23 octombrie 2013 18:00 | 2× 3×                  | Cronica | 4× 3×      | Sala Sporturilor Antonio Alexe, Oradea Asistență: 2.500 Arbitri: Brehmer, Skowronek |

| 27 octombrie 2013 16:15 | Norvegia | 30 – 18 | România | Sotra Arena, Bergen Asistență: 3.200 Arbitri: Bonaventura, Bonaventura |
| 27 octombrie 2013 16:15 | Løke 6   | (14-9)  | Marin 6 | Sotra Arena, Bergen Asistență: 3.200 Arbitri: Bonaventura, Bonaventura |
| 27 octombrie 2013 16:15 | 4× 3×    | Cronica | 3×      | Sotra Arena, Bergen Asistență: 3.200 Arbitri: Bonaventura, Bonaventura |

| 26 martie 2014 19:15 | Norvegia | 33 – 29 | Belarus     | Stavanger Idrettshall, Stavanger Asistență: 7.140 Arbitri: Kijauskaitė, Žalienė |
| 26 martie 2014 19:15 | Herrem 9 | (16–13) | Stepanova 7 | Stavanger Idrettshall, Stavanger Asistență: 7.140 Arbitri: Kijauskaitė, Žalienė |
| 26 martie 2014 19:15 | 3×       | Cronica | 2× 3×       | Stavanger Idrettshall, Stavanger Asistență: 7.140 Arbitri: Kijauskaitė, Žalienė |

| 30 martie 2014 16:00 | Belarus | 24 - 32 | Norvegia | Complexul Sportiv Olimpieț, Moghilev Asistență: 1.450 Arbitri: Ilieva, Karbeska |
| 30 martie 2014 16:00 | Lisok 4 | (12-16) | Løke 6   | Complexul Sportiv Olimpieț, Moghilev Asistență: 1.450 Arbitri: Ilieva, Karbeska |
| 30 martie 2014 16:00 | 2× 3×   | Cronica | 3×       | Complexul Sportiv Olimpieț, Moghilev Asistență: 1.450 Arbitri: Ilieva, Karbeska |

| 11 iunie 2014 18:00 | Belarus    | 28 - 30 | România         | Complexul Sportiv Olimpieț, Moghilev Asistență: 1.490 Arbitri: Leandersson, Lindroos |
| 11 iunie 2014 18:00 | Iejikava 6 | (13-14) | Ardean-Elisei 9 | Complexul Sportiv Olimpieț, Moghilev Asistență: 1.490 Arbitri: Leandersson, Lindroos |
| 11 iunie 2014 18:00 | 2× 3×      | Cronica | 3×              | Complexul Sportiv Olimpieț, Moghilev Asistență: 1.490 Arbitri: Leandersson, Lindroos |

| 15 iunie 2014 18:30 | România   | 32 - 20 | Belarus     | Sala Sporturilor Lascăr Pană, Baia Mare Asistență: 2.000 Arbitri: Hájek, Macho |
| 15 iunie 2014 18:30 | Nechita 8 | (15-6)  | Stepanova 5 | Sala Sporturilor Lascăr Pană, Baia Mare Asistență: 2.000 Arbitri: Hájek, Macho |
| 15 iunie 2014 18:30 | 4× 3×     | Cronica | 1× 3×       | Sala Sporturilor Lascăr Pană, Baia Mare Asistență: 2.000 Arbitri: Hájek, Macho |

### Grupa a 7-a
| Echipa            | M | V | E | Î | GM  | GP  | G   | Pct |
| ----------------- | - | - | - | - | --- | --- | --- | --- |
| Germania          | 4 | 3 | 0 | 1 | 114 | 93  | +21 | 6   |
| Rusia             | 4 | 3 | 0 | 1 | 123 | 107 | +16 | 6   |
| Macedonia de Nord | 4 | 0 | 0 | 4 | 84  | 121 | −37 | 0   |

|           | Germania | Macedonia de Nord | Rusia |
| --------- | -------- | ----------------- | ----- |
| Germania  | –        | 31-16             | 32-27 |
| Macedonia | 21-23    | –                 | 24-31 |
| Rusia     | 29-28    | 36-23             | –     |

| 23 octombrie 2013 19:30 | Germania       | 32 – 27 | Rusia       | Arena Trier, Trier Asistență: 1.480 Arbitri: Kurtagić, Wetterwik |
| 23 octombrie 2013 19:30 | Müller, Zapf 9 | (18-11) | Davîdenko 5 | Arena Trier, Trier Asistență: 1.480 Arbitri: Kurtagić, Wetterwik |
| 23 octombrie 2013 19:30 | 3×             | Cronica | 5× 3×       | Arena Trier, Trier Asistență: 1.480 Arbitri: Kurtagić, Wetterwik |

| 27 octombrie 2013 18:00 | Rusia     | 29 – 28 | Germania | Complexul Sportiv „Zvezdnîi”, Astrahan Asistență: 3.000 Arbitri: Stark, Ștefan |
| 27 octombrie 2013 18:00 | Makeeva 5 | (13-11) | Müller 9 | Complexul Sportiv „Zvezdnîi”, Astrahan Asistență: 3.000 Arbitri: Stark, Ștefan |
| 27 octombrie 2013 18:00 | 4× 3×     | Cronica | 2× 3×    | Complexul Sportiv „Zvezdnîi”, Astrahan Asistență: 3.000 Arbitri: Stark, Ștefan |

| 26 martie 2014 19:00 | Rusia   | 36 – 23 | Macedonia de Nord            | Palatul Sporturilor, Rostov-pe-Don Asistență: 2.200 Arbitri: Horváth, Márton |
| 26 martie 2014 19:00 | Ilina 7 | (18–12) | Despodovska, Gjeorgjievska 6 | Palatul Sporturilor, Rostov-pe-Don Asistență: 2.200 Arbitri: Horváth, Márton |
| 26 martie 2014 19:00 | 5× 3×   | Cronica | 2× 3×                        | Palatul Sporturilor, Rostov-pe-Don Asistență: 2.200 Arbitri: Horváth, Márton |

| 29 martie 2014 17:45 | Macedonia de Nord | 24 - 31 | Rusia           | SRC Kale, Skopje Asistență: 1.300 Arbitri: Brunovský, Čanda |
| 29 martie 2014 17:45 | Gjeorgjievska 7   | (9-18)  | Cernoivanenko 6 | SRC Kale, Skopje Asistență: 1.300 Arbitri: Brunovský, Čanda |
| 29 martie 2014 17:45 | 1× 3×             | Cronica | 1× 3×           | SRC Kale, Skopje Asistență: 1.300 Arbitri: Brunovský, Čanda |

| 11 iunie 2014 17:45 | Macedonia de Nord | 21 - 23 | Germania | SRC Kale, Skopje Asistență: 1.500 Arbitri: Leszczyński, Piechota |
| 11 iunie 2014 17:45 | Despodovska 8     | (11-9)  | Müller 6 | SRC Kale, Skopje Asistență: 1.500 Arbitri: Leszczyński, Piechota |
| 11 iunie 2014 17:45 | 2× 3×             | Cronica | 1× 2×    | SRC Kale, Skopje Asistență: 1.500 Arbitri: Leszczyński, Piechota |

| 14 iunie 2014 12:30 | Germania | 31 - 16 | Macedonia de Nord | GETEC Arena, Magdeburg Asistență: 7.700 Arbitri: Olesen, Pedersen |
| 14 iunie 2014 12:30 | Müller 7 | (14-5)  | Despodovska 9     | GETEC Arena, Magdeburg Asistență: 7.700 Arbitri: Olesen, Pedersen |
| 14 iunie 2014 12:30 | 3×       | Cronica | 5× 3×             | GETEC Arena, Magdeburg Asistență: 7.700 Arbitri: Olesen, Pedersen |

### Top marcatoare în calificări
Actualizat la data de 15 iunie 2014:
| Poz. | Nume                       | Echipă   | Goluri |
| ---- | -------------------------- | -------- | ------ |
| 1    | Laima Bernatavičiūtė       | Lituania | 52     |
| 2    | Beate Scheffknecht         | Austria  | 47     |
| 3    | Alexandrina Cabral Barbosa | Spania   | 41     |
| 3    | Sonja Frey                 | Austria  | 41     |
| 3    | Karen Knútsdóttir          | Islanda  | 41     |
| 6    | Iveta Luzumová             | Cehia    | 40     |
| 6    | Iulia Managarova           | Ucraina  | 40     |
| 8    | Karin Weigelt              | Elveția  | 35     |
| 9    | Olga Nikolaenko            | Ucraina  | 34     |
| 10   | Sanja Damnjanović          | Serbia   | 33     |

Sursa: 2014 Women's European Championship Top Scorers